# IMEC
인터유니버시티 마이크로일렉트로닉스 센터(Interuniversity Microelectronics Centre, IMEC, 공식적으로 imec로 표기)는 나노일렉트로닉스 및 디지털 기술 분야에서 활동하는 국제 연구개발 기관으로, 본부는 벨기에에 위치한다. 룩 반 덴 호브는 2009년부터 사장 겸 CEO로 재직하고 있다.
IMEC는 5,500명 이상의 직원과 연구원을 보유하고 있으며, 시스템 스케일링, 실리콘 포토닉스, 인공지능, 5G 이후 통신 및 센싱 기술을 포함한 첨단 반도체 연구 개발 활동을 수행한다. 2022년 IMEC의 매출(손익계산서)은 총 8억 4,600만 유로를 기록했다.

## 개요
IMEC는 90개국 이상에서 온 5,500명 이상의 연구원을 고용하고 있으며, 반도체 공정을 위한 12,000 제곱미터의 청정실 용량을 포함하여 전 세계에 연구 개발 전용 시설을 다수 보유하고 있다. IMEC 본부는 뢰번에 위치한다.

### 역사
1982년, 플람스 정부는 플란데런의 마이크로일렉트로닉스 산업을 강화하기 위한 프로그램을 수립했다. 이 프로그램에는 마이크로일렉트로닉스 첨단 연구소(IMEC), 반도체 파운드리(구 Alcatel Microelectronics, 현 ST마이크로일렉트로닉스 및 AMI Semiconductor,) 및 VLSI 설계 엔지니어 양성 프로그램이 포함되었다. 후자는 현재 IMEC 활동에 완전히 통합되었다.
IMEC는 1984년 로저 반 오버스트라텐 교수가 이끄는 비영리 단체로 설립되었다. IMEC라는 이름은 원래 전체 이름인 Interuniversitair Micro-Electronica Centrum VZW의 약어이다. 산업계, 플란데런 대학 및 플람스 정부 대표로 구성된 이사회의 감독을 받는다. 1984년부터 IMEC는 로저 반 오버스트라텐, 길버트 데클레르크(1999년 6월부터), 룩 반 덴 호브(2009년 7월부터)가 이끌었다.
2015년, IMEC는 화웨이 및 Semiconductor Manufacturing International Corporation과 합작 투자를 설립했다.
2016년 2월, IMEC가 플란데런 디지털 연구 센터인 iMinds와 합병될 것이라고 발표되었다. 합병은 2016년 9월 21일에 최종 완료되었다.
2024년 1월, IMEC가 스페인 말라가의 Andalusia Technology Park에 연구 개발 센터를 개소할 것이라고 발표되었다.
2024년 3월, 플람스 정부는 수출규제 우려로 인해 IMEC가 중국과의 파트너십을 "대폭 축소"할 것이라고 밝혔다.

### 첨단 반도체 스케일링
IMEC는 회로 축소 및 나노기술의 새로운 산업 응용 분야에 대한 전문 지식으로 잘 알려져 있다. 2015년, 뉴욕 타임스는 IMEC가 세계에서 가장 작고 정교한 칩을 생산하는 기술을 개척하는 데 기여했으며 이 센터가 나노일렉트로닉스 연구 분야의 세계적 선두 주자로 여겨진다고 보도했다.
2022년 12월, IMEC는 새로운 일본 합작 회사인 라피더스와 2 nm 공정 반도체 칩 생산을 위한 협력 계약을 체결했다.

### 에너지
IMEC는 스마트 에너지 분야에서 연구를 수행하며, 스마트 그리드 네트워크를 능동적이고 비용 효율적으로 계획, 배포 및 관리하는 방법 개발부터 (태양) 에너지 효율성, 생산 및 저장 비용 개선에 이르기까지 다양한 분야를 다룬다. 태양 전지 및 고체 배터리 기술에서 상당한 발전이 이루어졌다.
뢰번 가톨릭 대학교, VITO, UHasselt와 함께 IMEC는 지속 가능한 에너지 및 지능형 에너지 시스템 연구를 수행하기 위한 별도의 R&D 허브를 설립했다. 이 프로젝트는 에너지빌(EnergyVille)이라고 명명되었으며, 태양광, 전기 및 열 저장, 전력 제어 및 변환, 전기 및 열 네트워크, 건물 및 지역, 전략 및 시장 등 여섯 가지 학제간 영역에 집중하는 400명의 연구원을 고용하고 있다.

### 인공지능
IMEC는 인공지능에 대한 첨단 연구를 수행하며, 2019년 방위고등연구계획국의 머신러닝 대회에서 두 차례 75만 달러를 수상했다.
2017년 보고서에서 파이낸셜 타임스는 IMEC의 자가 학습 뉴로모픽 칩을 세상을 바꿀 50가지 아이디어 중 하나로 선정했으며, 컴퓨팅에 혁명을 일으킬 잠재력이 있다고 묘사했다.

### 스마트 도시
2017년, 플람스 정부는 IMEC에 플란데런의 13개 주요 도시와 브뤼셀의 플란데런 커뮤니티를 스마트 도시로 전환하도록 지원하는 임무를 부여했다. IMEC는 또한 플람스 정부와 안트베르펜 시로부터 사물 인터넷 애플리케이션을 위한 유럽 최대 규모의 연구소를 설립하는 임무를 부여받았다.

### 이미지 센서 및 비전 시스템
2019년, 플로리다주는 IMEC와 협력하여 에버글레이즈 생태계에 영구적인 피해를 입히고 있는 외래종인 버마비단뱀과 바위비단뱀을 더 잘 탐지할 수 있는 초분광 기술을 개발할 것이라고 발표했다.

### 스마트 건강

#### 뉴로픽셀즈 기술
뉴로픽셀즈 프로브의 성능과 혁신적인 신경과학 실험 잠재력은 2017년 11월 9일 네이처에 발표된 논문에서 설명되었다. 2019년, 뉴욕 타임스는 IMEC의 뉴로픽셀즈 기술이 뇌 세포에서 데이터를 수집하는 가장 진보된 방법으로 널리 인정받고 있다고 보도했다.

#### 뇌-칩 연구
2018년, IMEC는 뢰번 가톨릭 대학교, UZ Leuven, VIB와 함께 치매 해독을 목표로 하는 Mission Lucidity라는 연구 벤처 설립을 발표했다. IMEC는 인간 줄기 세포 조작을 자동화하고 소형화하는 인간 특이적 살아있는 뇌 모델인 '뇌-칩'을 개발하고, 단일 세포 정밀도로 프로그래밍 가능하고 계측 가능한 3D 뇌 모델을 생성하는 기술을 개발하고 있다. 이 프로젝트는 Chan Zuckerberg Initiative의 백만 달러 규모 협력 과학 상금으로 지원되었다.

#### 현장 검사 혈액 검사 장치 (존스 홉킨스 대학교 & miDiagnostics)
IMEC의 생명 과학 기술 프로그램 책임자인 피터 퓨먼스는 miDiagnostics 설립을 도왔고 CTO로 임명되었다. 2019년, 미국 항공 우주국은 우주 건강 진단을 발전시키기 위해 무중력 환경에서 우주 비행사의 건강 상태를 모니터링하는 기술을 테스트하기 위해 miDiagnostics에 자금을 지원했다.

#### 웨어러블
IMEC는 웨어러블 장치를 개발한다. IMEC 기술은 FDA 및 PMDA와 같은 규제 기관의 여러 승인을 받았으며, 적어도 하나의 출판된 연구에 기여했다.
IMEC는 스핀오프 회사인 블룸라이프를 통해 태아 건강 및 태아 움직임을 추적하는 임신 모니터링 기술을 개발하여 임산부와 의사에게 태아 발달에 대한 주요 정보에 대한 더 나은 접근성을 제공하는 것을 목표로 한다.
다른 응용 분야로는 소화 과정에서 발생하는 기계적, 전기적, 화학적 변화를 포착하여 이상 징후와 문제를 표시하고 맞춤형 영양 조언을 제공하는 소화 가능 장내 센서가 있다.

#### 음주측정기
2020년, IMEC는 날숨으로 코로나바이러스감염증-19를 탐지하는 음주측정기 개발에 대한 대규모 연구 프로젝트를 시작했다. 기본 아이디어는 실리콘 기반 체 (도구)를 사용하여 폐 깊은 곳에서 나오는 극도로 작은 날숨 입자를 포착하여 감염 초기 단계에서 바이러스를 탐지하는 것이었다.

## IMEC 말라가
스페인 총리는 2024년 10월 중순에 말라가에 "IMEC이 운영하는 과학 인프라 설계 및 구현을 위해" 첫 1억 유로가 할당되었다고 발표했다. 이 안달루시아 도시는 최근 몇 년 동안 기술, 분석 및 인공지능 분야에서 스페인의 중심지로 자리매김했다.